# Коваленко, Иван Маркович
Иван Маркович Коваленко (укр. Іван Маркович Коваленко; 10 ноября 1925 год, село Пустовойтовка — 31 августа 2004 год, село Петровка-Роменская, Гадячский район, Полтавская область) — буровой мастер Миргородской конторы разведочного бурения треста «Полтаванефтегазразведка» Министерства геологии Украинской ССР. Герой Социалистического Труда (1966). Лауреат Государственной премии УССР (1976). Депутат Верховного Совета УССР 7 и 8 созывов.

## Биография
Родился 10 ноября 1925 года в крестьянской семье в селе Пустовойтовка. С 1940 года работал в колхозе «Большевик» Роменского района. Во время оккупации Сумской области германскими войсками трудился на общественном дворе, в 1943 году был вывезен на принудительные работы в трудовой лагерь в Новгородскую область. В 1944 году призван в Красную Армию. Участвовал в сражениях Великой Отечественной войны. В 1948 году демобилизовался.
После возвращения на Украину работал буровым, верховым рабочим, помощником бурильщика, бурильщиком в Засульской нефтеразведочной партии треста «Укрнефтегазразведка». В 1952 году назначен буровым мастером Миргородской конторы разведочного бурения треста «Полтаванефтегазразведка». Руководимая Иваном Коваленко бригада впервые в тресте стала использовать алмазные и гидромоторные долота, что значительно увеличило производительность труда. В 1966 году удостоен звания Героя Социалистического Труда «за выдающиеся успехи, достигнутые при выполнении пятилетнего плана развития геологоразведочных работ, открытию и разведке месторождений полезных ископаемых».
В 1972 году назначен старшим буровым мастером Глинско-Розбышевской конторы Миргородской нефтегазоразведовательной экспедиции треста «Полтаванефтегазразведка». Бригада Ивана Коваленко, впервые применив на Украине метод алмазного бурения, выполнила план 9-й пятилетки за 2 года и три месяца, прорубив 2367 погонных метров скважин.
В 1976 году удостоен Государственной премии УССР. Избирался депутатом Верховного Совета УССР 7 и 8 созывов от Миргородского избирательного округа.
После выхода на пенсию проживал в селе Петровка-Роменская Гадячского района, где скончался в 2004 году.

## Награды
- Герой Социалистического Труда — указом Президиума Верховного Совета СССР от 4 июля 1966 года
- Орден Ленина
- Орден «Знак Почёта» (20.04.1971)
- Орден Трудового Красного Знамени (27.02.1974)
- Орден Отечественной войны 2 степени (11.03.1985)